# Justin Norris
Justin Norris (Newcastle, 3 giugno 1980) è un nuotatore australiano.
Specializzato nello stile farfalla e nei misti, ha vinto la medaglia di bronzo nei 200 m farfalla alle Olimpiadi di Sydney 2000.

## Palmarès
- Olimpiadi

Sydney 2000: bronzo nei 200m farfalla.
- Mondiali

Fukuoka 2001: bronzo nei 200m misti.
- Mondiali in vasca corta

Mosca 2002: argento nei 200m farfalla.
- Giochi del Commonwealth

Manchester 2002: oro nei 200m farfalla, nei 200m misti e nei 400m misti.